# Serrat del Coll (Arsèguel)
El Serrat del Coll és un serrat situat en el terme municipal d'Arsèguel, a la comarca de l'Alt Urgell.